# Gorō Miyazaki
Gorō Miyazaki (宮崎吾朗?, Miyazaki Gorō; Tokyo, 21 gennaio 1967) è un regista e animatore giapponese, figlio del celebre regista d'animazione Hayao Miyazaki e dell'animatrice Akemi Ota.

## Biografia
Laureato in agricoltura e scienze forestali all'università di Shinshu con specializzazione in architettura paesaggistica, Goro si era precedentemente occupato della progettazione di giardini e di sedi di istituzioni pubbliche. Nel 1998 è stato coinvolto nella progettazione del monumentale parco a tema dello Studio Ghibli, il museo Ghibli, che ha diretto fino al giugno 2005.
Riluttante per lungo tempo a seguire le orme del padre, è stato convinto dal produttore Toshio Suzuki prima a lavorare al museo Ghibli e poi per lo Studio Ghibli. Il suo primo lavoro da regista s'intitola I racconti di Terramare ed è tratto dal Ciclo di Earthsea della scrittrice statunitense Ursula K. Le Guin. Inizialmente Suzuki ha assegnato al giovane Miyazaki la stesura degli storyboard e successivamente la regia, nonostante il padre non lo ritenesse ancora pronto per dirigere un film d'animazione.
Il 28 giugno 2006 Gorō Miyazaki tenne la prima anteprima di I racconti di Terramare ottenendo un consenso positivo da parte del padre. Il film è stato presentato fuori concorso alla 63ª edizione del Festival di Venezia del 2006, un anno dopo dall'assegnazione al padre del Leone d'oro alla carriera al festival. Distribuito in Italia da Lucky Red, il film è uscito nelle sale italiane il 20 aprile 2007.
Nel 2011, ha diretto La collina dei papaveri, tratto del manga omonimo di Takahashi Chizuru e di Sayama Tetsuro. L'adattamento è stato scritto dal padre Hayao e da Keiko Niwa e ha ricevuto valutazioni ben più positive rispetto all'esordio. Il film ha vinto il premio nella categoria di miglior film d'animazione al Tokyo Anime Award e al 35º Japan Academy Award.
Nel 2014 Goro Miyazaki ha diretto Ronja, la figlia del brigante, la sua prima serie anime trasmessa dal network televisivo NHK. La serie in tecnica CGI è prodotta da Polygon Pictures e dallo Studio Ghibli ed è l'adattamento dell'omonimo romanzo di Astrid Lindgren.

## Filmografia

### Regista

#### Cinema
- I racconti di Terramare (ゲド戦記?, Gedo senki) (2006)
- La collina dei papaveri (コクリコ坂から?, Kokuriko-zaka kara) (2011)
- Earwig e la strega (アーヤと魔女?, Āya to majo) (2020)

#### Televisione
- Ronja, la figlia del brigante (山賊の娘ローニャ?, Sanzoku no musume Rōnya) (2014)

### Sceneggiatore
- I racconti di Terramare (ゲド戦記?, Gedo senki) (2006)

### Animatore
- Ponyo sulla scogliera (崖の上のポニョ?, Gake no ue no Ponyo), regia di Hayao Miyazaki (2008)

### Produttore esecutivo
- Il ragazzo e l'airone (君たちはどう生きるか?, Kimi-tachi wa dō ikiru ka), regia di Hayao Miyazaki (2023)